# Azteca trianguliceps
Azteca trianguliceps är en myrart som beskrevs av Auguste-Henri Forel 1912. Azteca trianguliceps ingår i släktet Azteca och familjen myror. Inga underarter finns listade.